# Base militaire du Lac-Saint-Denis
Pour les articles homonymes, voir Saint-Denis.
La base militaire canadienne du Lac-Saint-Denis fut en opération des années 1950 aux années 1980. Elle était située à Saint-Adolphe-d'Howard, dans les Laurentides, au Québec, à une heure au nord-ouest de Montréal. Dans le cadre du Commandement de la défense aérospatiale de l'Amérique du Nord, elle avait pour fonction de surveiller l'espace aérien du Sud-Ouest du Québec et du Nord-Est de l'Ontario.

## Histoire
La base militaire du lac Saint-Denis a été fermée en 1987,.

## Annexe